# 罗滕巴赫 (莱茵兰-普法尔茨州)
罗滕巴赫是德国莱茵兰-普法尔茨州的一个市镇。总面积6.74平方公里，总人口881人，其中男性457人，女性424人（2011年12月31日），人口密度131人/平方公里。